# Властелин колец: Возвращение короля (саундтрек)
«Властелин колец: Возвращение короля (саундтрек)» (англ. The Lord of the Rings: The Return of the King Soundtrack) — сборник оригинальных саундтреков к кинофильму «Властелин колец: Возвращение короля», увидевший свет в 2003 году. Длительность композиций составила 72 минуты 5 секунд, в ограниченном тираже 75 минут 15 секунд. Заключительный саундтрек «Into the West» шотландки Энни Леннокс в 2004 году был удостоен премии «Оскар» за лучшую песню к фильму. В записи принимали участие Лондонский филармонический оркестр, Голоса Лондона, Лондонская школа ораторского искусства, Бен Дель Маэстро, Билли Бойд, Вигго Мортенсен, Дермот Крэхан, Джеймс Голуэй, Джон Парричелли, Рене Флеминг, Ульрих Херкенхофф, Эдвард Червенка, Энни Леннокс, Ян Хендрикс.

## Список композиций
| №   | Название                                                                         | Длительность |
| --- | -------------------------------------------------------------------------------- | ------------ |
| 1.  | «A Storm Is Coming»                                                              | 2:52         |
| 2.  | «Hope and Memory»                                                                | 1:45         |
| 3.  | «Minas Tirith» (с Беном Дель Маэстро)                                            | 3:37         |
| 4.  | «The White Tree»                                                                 | 3:25         |
| 5.  | «The Steward of Gondor» (с Билли Бойдом)                                         | 3:53         |
| 6.  | «Minas Morgul»                                                                   | 1:58         |
| 7.  | «The Ride of the Rohirrim»                                                       | 2:08         |
| 8.  | «Twilight and Shadow» (с Рене Флеминг)                                           | 3:30         |
| 9.  | «Cirith Ungol»                                                                   | 1:44         |
| 10. | «Andúril»                                                                        | 2:35         |
| 11. | «Shelob’s Lair»                                                                  | 4:07         |
| 12. | «Ash and Smoke»                                                                  | 3:25         |
| 13. | «The Fields of the Pelennor»                                                     | 3:26         |
| 14. | «Hope Fails»                                                                     | 2:20         |
| 15. | «The Black Gate Opens» (с Джеймсом Голуэйем)                                     | 4:01         |
| 16. | «The End of All Things» (с Рене Флеминг)                                         | 5:12         |
| 17. | «The Return of the King» (с Джеймсом Голуэйем, Вигго Мортенсеном и Рене Флеминг) | 10:14        |
| 18. | «The Grey Havens» (с Джеймсом Голуэйем)                                          | 5:59         |
| 19. | «Into the West» (с Энни Леннокс)                                                 | 5:49         |
| 20. | «Use Well the Days» (с Энни Леннокс)                                             | 3:10         |